# Phạm Đăng Trí
Phạm Đăng Trí (1920 - 1987) là một họa sĩ Việt Nam.

## Lịch sử
Ông Phạm Đăng Trí (Hán Nôm: 范登智) sinh ngày 24 tháng 08 năm 1920 theo gia phả hoặc 16 tháng 09 năm 1921 theo công văn tại Huế, nguyên quán Gò Công. Ông là sinh viên khóa cuối cùng Cao đẳng Mỹ thuật Đông Dương (1937-42). Sau Cách mạng Tháng Tám, ông được bổ nhiệm giảng viên ngành Hội họa một số trường trung học trước khi về dạy chính thức tại Cao đẳng Mỹ thuật Huế (nay là trường Đại học Nghệ thuật Huế) và tại vị tới khi từ trần.
Năm 1946, sự nghiệp ông đạt tới đỉnh cao với tác phẩm Người suối bạc (sáng tác năm 1945) chiếm giải nhất cuộc thi mĩ thuật chào mừng nước Việt Nam Dân chủ Cộng hòa thành lập. Bức họa trên giấy dó, thiếp bạc, tô điệp, khổ 54x100cm, mô tả một thiếu nữ bị bệnh sắp chết, nhưng lại có cảm giác như đang thiếp ngủ, một giấc ngủ bình yên và thiên thu. Tác phẩm này được bày trang trọng tại phòng triển lãm lớn nhất thủ đô Hà Nội bấy giờ.
Gia tài mĩ thuật của tác gia Phạm Đăng Trí là chừng 100 bức họa, nhưng phân nửa đã mất khi phòng triển lãm cá nhân tại Huế bị trúng pháo kích Việt Cộng trong chiến dịch Mậu Thân năm 1968, một số khác bị thất lạc trong những cuộc triển lãm tại Âu châu.
Thập niên 1980, bức Trận sông Hát của ông được đưa vào giáo khoa thư Lịch sử tiểu học nhằm minh diễn cho sự kiện Hai Bà Trưng. Tác phẩm này được vẽ trên lụa khổ 79x64cm năm 1975. Một du khách Nhật Bản đề nghị 70 cây vàng nhưng ông không bán.
Bên cạnh các tác phẩm độc lập, ông Phạm Đăng Trí cũng là tác giả nhiều bức minh họa bìa sách.
| “                      | Đối với màu tím, phụ nữ Huế quan niệm đó là một sắc trang nhã. Trông không buồn mà chỉ như mỉm cười. Không quá nồng nàn như bông lài mà thoang thoảng như hương lan thanh đạm và tế nhị. Vì vậy, đàn bà con gái thường mặc màu tím. Tím là sắc lạnh, là sắc thuộc âm, nằm dưới cùng trong quang phổ, phát ra bước sóng ngắn và sức sáng nhẹ nhàng. Nhưng tím Huế cũng có gam màu riêng của mình. Tím Huế không phải là màu hoa lục bình trong Nam hay tím hoa cà ngoài Bắc, cũng không giống màu tím đậm của nước quả mồng tơi như nhiều người lầm tưởng. Với người Cố Đô, tím Huế không ngả qua đen, không tía qua đỏ mà chỉ đủ đậm như màu mực học trò trên giấy trắng. | ” |
| — Họa sĩ Phạm Đăng Trí | |   |

## Gia thế
Theo phả hệ, họa sĩ Phạm Đăng Trí là hậu duệ Đức quốc công Phạm Đăng Hưng, nên thuộc dòng ngoại thích Nguyễn triều thông qua Nghi Thiên thái hoàng thái hậu.
- Phu nhân: Huỳnh Thị Sanh (sinh 1928)
- Tử tức: Phạm Đăng Phổ (trưởng nam), Phạm Đăng Nhật (thứ nam), Phạm Đăng Diệu (út nam)

## Tác phẩm

### Họa phẩm
- Bờ hồ
- Ngoại ô huyền diệu
- Người suối bạc (1945)
- Thuyền âm (1973)
- Trận sông Hát (1975)
- Hội đêm (1982)
- Mẫu đơn trang (1983)
- Múa đèn (1984)
- Múa kiếm (1984)
- Chân dung tổ sư Thiệt Diệu Liễu Quán (1998)
- Sâu lắng
- Thiếu nữ
- Khiêm Lăng
- Hài sen

### Bìa sách
- Nam hoa kinh, Nhượng Tống dịch, Nhà in Tân Việt, 1962.
- Mái Tây, Nhượng Tống dịch, Nhà in Tân Việt, bản in lần III không ghi năm xuất bản, giấy phép của Bộ Thông tin Nam phần[5].